# Lode Anthonis
Pour les articles homonymes, voir Anthonis.
Lode Anthonis, né le 28 novembre 1922 à Tremelo et mort le 12 janvier 1992 à Bonheiden, est un coureur cycliste belge. Professionnel de 1948 à 1962, il a notamment été Champion de Belgique sur route en 1951 et vainqueur du Circuit Het Volk en 1962.
Il est inhumé à Tremelo.

## Palmarès
- 1948
  - 2e du Circuit des Trois Provinces (Avelgem)
- 1949
  - Kampenhout-Charleroi-Kampenhout
  - Grand Prix Beeckman-De Caluwé
- 1950
  - Circuit des monts du sud-ouest
  - Circuit du Limbourg
- 1951
  -  Champion de Belgique sur route
  - 2e du Tour du Limbourg
  - 3e de Bruxelles-Bost
- 1952
  - 2e de Roubaix-Huy
- 1953
  - 3e de Paris-Bruxelles
- 1954
  - 2e du Trophée des trois pays
  - 3e de Bruxelles-Bost
- 1955
  - Circuit Het Volk
  - 2e de Bruxelles-Bost
  - 3e du Tour d'Hesbaye
- 1956
  - 3e du Circuit de Belgique centrale
  - 3e du Tour d'Hesbaye